# پلوگو
پلوگو (به ایتالیایی: Pelugo) یک کومونه در ایتالیا است که در ترنتینو واقع شده‌است.

## خصوصیات
پلوگو ۲۲٫۹ کیلومترمربع مساحت و ۳۹۴ نفر جمعیت دارد و ۶۷۵ متر بالاتر از سطح دریا واقع شده‌است.